# Китами
Китами (јап. 北見市) град је у Јапану у префектури Хокаидо. Према попису становништва из 2005. у граду је живело 129.365 становника.

## Становништво
Према подацима са пописа, у граду је 2005. године живело 129.365 становника.
| 1995.   | 2000.   | 2005.   |
| ------- | ------- | ------- |
| 131.544 | 132.125 | 129.365 |